# Is This Love (canção de Whitesnake)
"Is This Love" é um single da banda britânica Whitesnake, do álbum de mesmo nome lançado em 1987.
A canção ocupou a 87ª posição das 100 grandes canções de amor (Greatest Love Song) e a 10ª posição  das Maiores baladas (Greatest Power Ballads) na lista da VH1.

## Background e composição
A power ballad foi escrita pelo vocalista David Coverdale e pelo guitarrista John Sykes durante o processo de composição do álbum (que ocorreu no sul da França), mas há muito se espalhou o boato de que a canção foi escrita originalmente para Tina Turner. Coverdale confirmou esses rumores no livreto da edição do 20º aniversário do Whitesnake, dizendo:
Antes de eu partir [para o sul da França], um amigo da EMI me pediu qualquer ideia que funcionasse para Tina Turner. Foi daí que surgiu a ideia original de "Is This Love".
No entanto, de acordo com Coverdale, quando David Geffen ouviu, ele foi instruído a mantê-lo e assim o manteve para o Whitesnake.

## Faixas
| Viil 7" (EMI - 1C 006 20 1847 7) |                                  |                             |         |  |
| N.º                              | Título                           | Créditos(s)                 | Duração |  |
| 1.                               | "Is This Love" (edit)            | David Coverdale, John Sykes | 4:00    |  |
| 2.                               | "Standing In The Shadows" (1987) | David Coverdale             | 4:27    |  |

| Vinil 12" (Geffen - 0-20754) |                                  |                             |         |  |
| N.º                          | Título                           | Créditos(s)                 | Duração |  |
| 1.                           | "Is This Love" (LP version)      | David Coverdale, John Sykes | 4:44    |  |
| 2.                           | "Bad Boys" (LP version)          | David Coverdale, John Sykes | 4:06    |  |
| 3.                           | "Standing In The Shadow" (remix) | David Coverdale             | 3:51    |  |
| 4.                           | "Need Your Love So Bad"          | Little Willie John          | 3:51    |  |

| CD (EMI - CDEM 3) |                           |                             |         |  |
| N.º               | Título                    | Créditos(s)                 | Duração |  |
| 1.                | "Is This Love"            | David Coverdale, John Sykes | 4:46    |  |
| 2.                | "Standing In The Shadows" | David Coverdale             | 3:55    |  |
| 3.                | "Need Your Love So Bad"   | Little Willie John          | 3:21    |  |
| 4.                | "Still of the Night"      | David Coverdale, John Sykes | 6:39    |  |

## Desempenho nas paradas musicais
| Parada musical (1987)          | Melhor posição |
| ------------------------------ | -------------- |
| Países Baixos (Single Top 100) | 31             |
| Reino Unido - UK Singles Chart | 9              |

## Créditos
- David Coverdale – voz principal
- John Sykes – guitarra, backing vocals
- Neil Murray – baixo elétrico
- Aynsley Dunbar – bateria
- Don Airey – teclados